# Joffe-Institut
Das Joffe-Institut, ausführlich Physikalisch Technisches Institut Joffe (russisch Физико-технический институт имени А.Ф.Иоффе), in Sankt Petersburg ist ein Physikinstitut, das der Russischen Akademie der Wissenschaften zugeordnet ist. Im Juni 2024 beschäftigte dieses Institut 1977 wissenschaftliche und nichtwissenschaftliche Mitarbeiter.

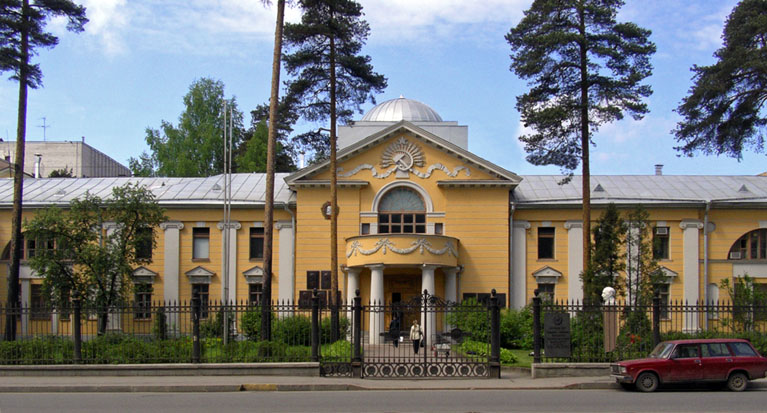
Hauptgebäude des Joffe-Instituts

Es ist nach seinem langjährigen (bis 1950) Direktor Abram Fjodorowitsch Joffe benannt und ging aus dem 1918 von Joffe und anderen gegründeten Röntgen- und Radiologischen Institut hervor, aus dem das Physikalisch Technische Institut (PTI, LFTI) wurde, das ab 1960 Joffe-Institut genannt wurde.
Es hat seinen Schwerpunkt in der Festkörperphysik und Halbleiterphysik. Heute hat es Abteilungen in Festkörperphysik, Festkörperelektronik, Physik von Dielektrika und Halbleitern, Plasma-, Atom- und Astrophysik und ein Zentrum für Physik von Nano-Heterostrukturen.
Zu den Wissenschaftlern, die hier wirkten, gehörten George Gamow, Lew Landau, Matwei Bronstein, Pjotr Kapiza, Lew Schubnikow, Jakow Frenkel, Wladimir Gribow, Schores Alfjorow (der 1963 mit Rudy Kazarinov hier Sandwich-Heterostrukturen einführte und Ende der 1960er Jahre Laserdioden zum Laufen brachte), Alexander Efros, Alexei Efros, Boris Schklowski, Juri Denisjuk, Nikolai Semjonow, Jewgeni Gross und Abram Isaakowitsch Alichanow. Auch viele der führenden Mitglieder des sowjetischen Kernwaffen- und Kernkraftprogramms wirkten dort zeitweise, zum Beispiel Igor Kurtschatow, Juli Chariton, Georgi Fljorow, Lew Arzimowitsch.
Von 1987 bis 2003 war Schores Alfjorow (Nobelpreisträger, 2000) der Institutsdirektor, gefolgt bis Anfang 2018 von Andrei G. Sabrodski. Danach, bis Ende September diente Sergei W. Lebedew als stellvertretender Direktor, und seit Oktober 2018 ist Sergei V. Iwanow der neue Direktor (bis Juli 2019 – amtierend, seit August 2019 – offiziell).